# Euproctis falkensteinii
Euproctis falkensteinii is een vlinder uit de familie van de spinneruilen (Erebidae). De wetenschappelijke naam van de soort werd in 1881 gepubliceerd door Hermann Dewitz.
De soort komt voor in tropisch Afrika.